# 華德偉
沃丁頓男爵大衛·查爾斯·沃丁頓，GCVO，PC，QC，DL（英語：David Charles Waddington, Baron Waddington，1929年8月2日—2017年2月23日），英國保守黨政治家，1989年至1990年在戴卓爾夫人內閣擔任最後一任內政大臣，1990年至1992年於馬卓安內閣出任掌璽大臣兼上議院領袖，其後於1992年至1997年出任百慕達總督。

## 生平
華德偉畢業於牛津大學赫特福德學院，1951年從格雷律師學院取得執業大律師資格，1971年奉委御用大律師。他同時投身政壇，並於1968年至1974年和1979年至1990年兩度代表保守黨當選英國國會下議院議員。1979年，他獲新任首相戴卓爾夫人任用為財政部專員兼黨鞭，其後於1981年改任就業部政務次官，以及於1983年至1987年出任內政部國務大臣。
1987年，華德偉入值內閣出任黨鞭長，並於1989年接替韓達德調任內政大臣。華德偉是戴卓爾夫人首相任內的最後一任內政大臣，任內他於1990年制定外界稱之為「居英權計劃」的《1990年英國國籍（香港）法令》，為50,000個香港家庭提供居英權，試圖平伏六四事件後港人對前途問題出現的信心危機。此外，1990年4月曼徹斯特發生持續25日的陌路監獄騷亂，促使華德偉委任上訴法院法官伍爾夫爵士就事件主持公開研訊。
戴卓爾夫人於1990年下野後，華德偉在新任首相馬卓安提名下獲晉封為終身貴族，並於新內閣留任掌璽大臣兼上議院領袖，直到1992年為止。1992年，於內閣擔任蘭卡斯特公爵領地總裁的彭定康在當年下議院大選意外落敗後，獲好友馬卓安任用為香港總督，而決意從英國政壇前線退下的華德偉則獲馬卓安安排出任百慕達總督。華德偉與彭定康兩人的任期同樣由1992年到1997年止。
退休後的華德偉以終身貴族身份活躍於上議院，並於2008年成功就《刑事司法及入境草案》加入「華德偉修訂」。該修訂說明在言論自由的保障下，對於性行為和習慣的討論和批評，以及呼籲人們避免進行該等性行為和習慣的言論，不應被視為仇恨言論。外界認為華德偉的修訂保障恐同人士免受逆向歧視。儘管當時的工黨政府曾於2009年試圖廢除有關修訂，但並不成功。
華德偉於2015年正式從上議院退休。他於2017年2月23日在森麻實郡南切里頓（South Ceriton）家中逝世，終年87歲。